# Escut de Polònia
L'escut de Polònia, conegut com l'Àguila Blanca (en polonès Orzeł Biały), fou adoptat per primera vegada el 1295 durant el regnat de Premislau II i, en la seva variant actual, data de 1990. És un escut de gules amb una àguila d'argent coronada, becada i armada d'or. Els esmalts de l'escut han donat lloc als colors de la bandera estatal; l'escut mateix apareix a la franja blanca de la bandera d'Estat i de la marina mercant.
El senyal de l'Àguila Blanca és molt antic i apareix ja a les monedes encunyades sota el regnat de Boleslau I, a començament del segle xi, inicialment com a escut d'armes de la dinastia Piast. Va aparèixer per primer cop a l'escut de Polònia en temps de Premislau II i ha anat canviant al llarg dels segles. La forma actual correspon al disseny que el 1927 en va fer el professor Zygmunt Kamiński, basat en l'àguila d'Esteve Bathory, al segle xvi.
Tot i els diversos canvis de dinasties regnants i el fet que Polònia ha estat durant èpoques diferents sota domini estranger, l'Àguila Blanca s'ha mantingut com a símbol nacional. Fins i tot durant el règim socialista (1945-1989), en què la major part d'estats van adoptar escuts de caràcter molt semblant (amb la falç i el martell, l'estrella roja i la corona d'espigues de blat, semblantment a l'escut de la Unió Soviètica), Polònia exhibia el seu escut tradicional de gules amb l'àguila d'argent, si bé sense la corona reial, corona que hi fou afegida altre cop pel nou règim democràtic el 1990.

## Escuts històrics

Escut de la República Popular, sense la corona reial